# Schloss Erpeldingen

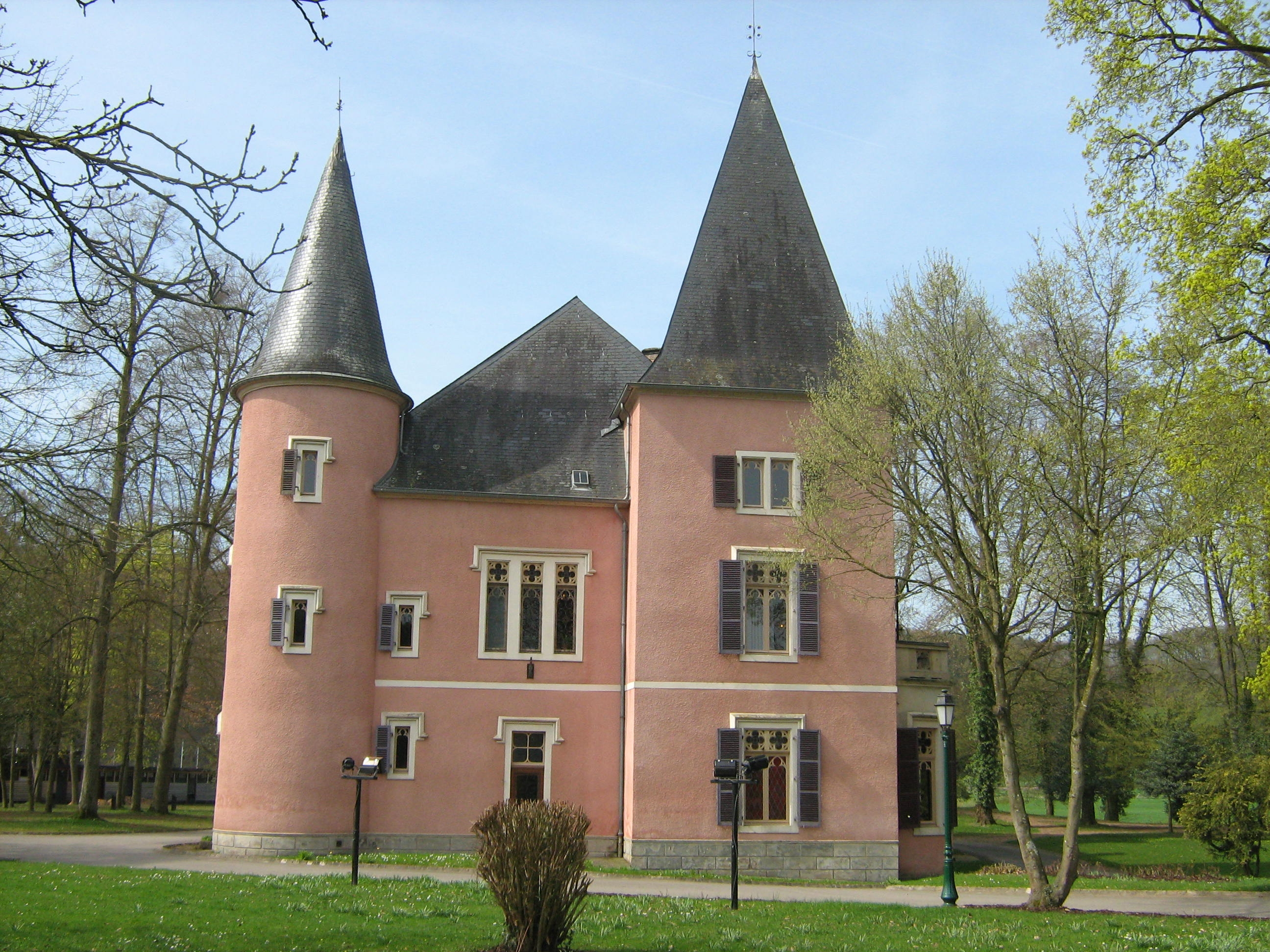
Schloss Erpeldingen

Das Schloss Erpeldingen (luxemburgisch Ierpeldenger Schlass, französisch Château d’Erpeldange) wurde im 12. Jahrhundert als Wasserburg erbaut. Die Geschichte von Erpeldingen an der Sauer ist mit der des Schlosses und seinen Besitzern eng verbunden. Von 1464 bis 1691 regierte die Familie Gondersdorf im Schloss, von 1691 bis 1840 dann die Familie der Freiherren du Prel. In der Zeit von 1840 bis 1882 war es im Besitz der Kirche und wurde vom Pastor Joseph Kalbersch (bis 1858) bewohnt. Zeitweilig wurde das Gebäude auch als Kirche genutzt.
1882 ging das Schloss dann an die holländische Familie Keun, die als Gegenleistung eine neue Kirche, ein neues Pfarrhaus und einen Friedhof errichten ließ. Es blieb bis 1983 weitgehend in privatem Besitz und wurde dann vom Luxemburger Staat aufgekauft.
Heute ist im Schloss die Gemeindeverwaltung von Erpeldingen untergebracht.